# Uffe Bergstrand
Ulf Mats Roger (Uffe) Bergstrand, född 20 november 1981 i Kalmar, död 26 mars 2021, var en svensk musiker känd som frontman i musikgruppen 2 blyga läppar. Tillsammans med gruppen turnerade han runt om i landet och uppträdde på olika festivaler. De fick förfrågan om att delta med låten "Håll om mig hårt" i Melodifestivalen 2016, men avböjde då de inte fick ändra på något i låten. Den kom i stället att framföras av gruppen Panetoz.
Bergstrand led av bipolär sjukdom och begick självmord 2021. Han är begravd på Ås kyrkogård på Öland.